# Katsuya Nishiyama
Katsuya Nishiyama (jap. 西山　勝也, Nishiyama Katsuya; * um 1975) ist ein japanischer Badmintonspieler. 

## Karriere
Katsuya Nishiyama gewann bei den Weltmeisterschaften der Studenten 1996 Bronze im Herrendoppel mit Masahiro Yabe. Bei den nationalen Titelkämpfen in Japan gewann er 2000 Bronze und 2001 Silber im Mixed. Bei den Chinese Taipei International 1997 wurde er Dritter in Doppel und Mixed, bei den Italian International 1999 Zweiter im Doppel.

## Sportliche Erfolge
| Saison | Veranstaltung                     | Disziplin    | Platz | Name                                 |
| ------ | --------------------------------- | ------------ | ----- | ------------------------------------ |
| 1996   | Weltmeisterschaften der Studenten | Herrendoppel | 3     | Masahiro Yabe / Katsuya Nishiyama    |
| 1997   | Chinese Taipei International      | Herrendoppel | 3     | Masahiro Yabe / Katsuya Nishiyama    |
| 1997   | Chinese Taipei International      | Mixed        | 3     | Katsuya Nishiyama / Shizuka Yamamoto |
| 1999   | Italian International             | Herrendoppel | 2     | Takaaki Hayashi / Katsuya Nishiyama  |